# Psednos groenlandicus
Psednos groenlandicus är en fiskart som beskrevs av Chernova 2001. Psednos groenlandicus ingår i släktet Psednos och familjen Liparidae. Inga underarter finns listade i Catalogue of Life.